# Nyuszt

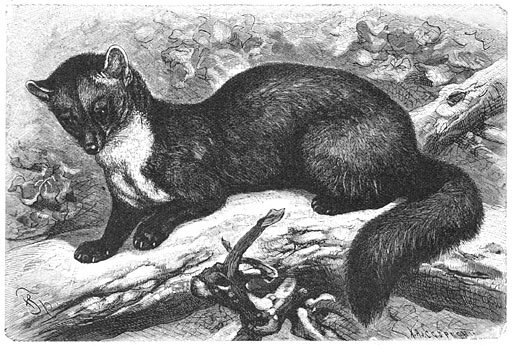
Rajz az állatról

A nyuszt (Martes martes) az emlősök (Mammalia) osztályának ragadozók (Carnivora) rendjébe, ezen belül a menyétfélék (Mustelidae) családjába és a rozsomákformák (Guloninae) alcsaládjába tartozó faj.

## Előfordulása
Az összes erdőtípusban megtalálható Nyugat-Európától Szibériáig. A nagyobb parkokban is előfordul. A hegyvidékeken a fahatárig merészkedik fel.

## Alfajai
- Martes martes martes
- Martes martes borealis
- Martes martes latinorum
- Martes martes lorenzi
- Martes martes minoricensis
- Martes martes notialis
- Martes martes ruthena
- Martes martes uralensis

## Megjelenése
Testhossza 43–51 cm, farokhossza 20–26 cm, tömege 1,8 kilogrammig terjedhet. Torka és melltájéka narancssárga színű, ez különbözteti meg a nyesttől, amelynél ez fehér színű. Szőrzete a test többi részén barna, farka bozontos és hosszú. Mellfoltja a has felé pöttyökre eshet szét, de sohasem ágazik el villásan, mint a nyestnél. Füle kiemelkedik, lába rövid, talpa szőrös. Erős karmaival könnyedén mászik a fán, közben a farkával biztosítja az egyensúlyát.

## Életmódja
Nagyon jó ugró. Kiváló a szaglása, hallása. Ügyesen mászik, talán az európai emlősök közül a legjobban. Akár 4 métert is ugrik a fák lombkoronájában, a fán lefelé és felfelé ugyanolyan könnyedséggel mozog, mint a talajon. A talpán található szőr nemcsak a hidegtől óvja, hanem a havon is megkönnyíti a mozgását. Területét, amely a tápláléktól függően 5-23 km²-re is kiterjedhet, végbélmirigyeinek váladékával jelöli meg. Finnországban sok ellensége előfordul (pl. szirti sas), ezért itt inkább éjszaka mozog, bár ilyenkor is áldozatul esik néha az uhuknak.
Tápláléka a helyi élővilágtól függ, de általában a mókusok és a kismadarak a legfontosabbak számára. Nagyobb rovarok, bogyók és tölgymakkok is előfordulhatnak az étrendjében.

## Szaporodása
A nyár közepén párzik, és a vemhességi idő általában annyira elhúzódik (a megtermékenyített petesejt késleltetett beágyazódása miatt), hogy a kölykök csak áprilisban jönnek a világra. 30 gramm a súlyuk, a fészket június vagy július környékén hagyják el, és születésük után hat hónappal lesznek teljesen önállóak.